# Irlande au Concours Eurovision de la chanson 2025
 (mai 2025).
Motif : Cf. Discussion:France au Concours Eurovision de la chanson 2025/Admissibilité. On a ici 5 sources "Eurovoix" non recevables pour démontrer l'admissibilité, une source générale pour les règles du concours et un appel à contributions. La chanson ne s'est pas qualifiée pour la finale.
- Archive Wikiwix
- Bing
- Cairn
- DuckDuckGo
- E. Universalis
- Gallica
- Google
- G. Books
- G. News
- G. Scholar
- Persée
- Qwant
- (zh) Baidu
- (ru) Yandex
- (wd) trouver des œuvres sur Wikidata

| 1. | Préciser le motif de la pose du bandeau. | Précisez le motif de la pose du bandeau en utilisant la syntaxe suivante : {{admissibilité à vérifier\|date=mai 2025\|motif=remplacez ce texte par le motif}}                                                          |
| 2. | Informer les utilisateurs concernés.     | Pensez à avertir le créateur de l'article, par exemple, en insérant le code ci-dessous sur sa page de discussion : {{subst:avertissement admissibilité à vérifier\|Irlande au Concours Eurovision de la chanson 2025}} |

L'Irlande est l'un des trente-sept pays participants du Concours Eurovision de la chanson 2025, qui se tient du 13 au 17 mai 2025 à Bâle en Suisse.

Le pays est représenté par Emmy, avec sa chanson Laika Party.

## Sélection
L'Irlande confirme sa participation au Concours le 23 septembre 2024, avec l'Eurosong comme mode de sélection du représentant et de la chanson, comme c'était le cas lors des trois éditions précédentes. L'Eurosong est une émission spéciale du Late Late Show, qui se déroule dans les studios du fameux talk-show.

### Format
Six chansons participent à la présélection; elles sont jugées par un jury national, un jury international et le public irlandais à parts égales.

### Participants
La période de candidatures ouvre le 23 septembre 2024, au moment de la confirmation du pays, et se clôture le 21 octobre. La liste des participants est révélée lors d'une émission de radio entre le 20 et le 24 janvier 2025. Toutes les chansons sont interprétées en anglais.
| Artiste        | Titre              | Auteur(s) |
| -------------- | ------------------ | --- |
| ADGY           | Run Into the Night | Andrew Carr, Jennie Carr                                                                                                |
| Bobby Arlo     | Powerplay          | Bobbi Arlo |
| Emmy           | Laika Party        | Emmy Kristine Guttulsrud Kristiansen, Erlend Guttulsrud Kristiansen, Henrik Østlund, Larissa Tormey, Truls Marius Aarra |
| Niyl           | Growth             | Niall O'Halloran |
| Reylta         | Fire               | Caoimhe Glynn, Ryan O'Shaughnessy, Cian O'Donoghue                                                                      |
| Samantha Mumba | My Way             | Alejandro Rodriguez-Dawson, Brandon Avery Smith, Dimitri Green, Samantha Mumba                                          |

### Finale
La finale est diffusée le vendredi 7 février 2025 en direct de RTÉ One et est présentée par Patrick Kielty.

En plus des jurys nationaux et internationaux, des commentaires sont apportés à la fin de chaque performance par un panel en studio, dont l'avis est purement indicatif. Ce panel se compose de Bambie Thug, qui a représenté le pays au Concours Eurovision de la chanson 2024, Donal Skehan, animateur de télévision et chanteur, Laura Fox, animatrice de télévision et de radio, et Arthur Gourounlian, danseur et personnalité de la télévision.
L'émission comporte également une performance de trois gagnantes irlandaises de l'Eurovision, à savoir Linda Martin, Niamh Kavanagh et Eimear Quinn, qui ont remporté les éditions 1992, 1993 et 1996; elles ont interprété une version spéciale de la chanson Tattoo de Loreen.
- Première place
- Deuxième place
- Troisième place
- Dernière place

| Ordre | Artiste        | Titre              | Score          | Score         | Score        | Score | Place |
| Ordre | Artiste        | Titre              | Jury intl. (⅓) | Jury nat. (⅓) | Télévote (⅓) | Total | Place |
| ----- | -------------- | ------------------ | -------------- | ------------- | ------------ | ----- | ----- |
| 1     | ADGY           | Run Into the Night | 2              | 2             | 6            | 10    | 6     |
| 2     | Bobby Arlo     | Powerplay          | 6              | 6             | 8            | 20    | 3     |
| 3     | Reylta         | Fire               | 8              | 8             | 2            | 18    | 5     |
| 4     | Samantha Mumba | My Way             | 12             | 10            | 4            | 26    | 2     |
| 5     | Niyl           | Growth             | 4              | 4             | 10           | 18    | 4     |
| 6     | Emmy           | Laika Party        | 10             | 12            | 12           | 34    | 1     |

C'est Emmy qui l'emporte, et devient ainsi la représentante de l'Irlande au Concours, avec sa chanson Laika Party.

## À l'Eurovision
L'Irlande participe à la première moitié de la seconde demi-finale, le jeudi 15 mai 2025 et termine 13e (sur 15) avec 28 points. Le pays ne finissant pas dans les 10 premiers du classement ne se qualifie pas pour la finale du 17 mai 2025.